# Lotfi Zadeh
Pour les articles homonymes, voir Lutfi et Zadeh.
Lotfi Aliasker Zadeh (en azéri : Lütfəli Rəhim oğlu Ələsgərzadə), né le 4 février 1921 à Bakou (Union soviétique) et mort le 6 septembre 2017 à Berkeley, est un mathématicien, informaticien, ingénieur en électricité, chercheur en intelligence artificielle et professeur émérite en informatique iranien qui a travaillé à l'université de Californie à Berkeley.

## Biographie
Né de père azéri d’Iran  et de mère russe, il grandit en Iran et a étudié à l'université de Téhéran avant de rejoindre les États-Unis où il poursuit ses études au MIT et à l'université Columbia. 
En 1965, il introduit la théorie des ensembles flous dont les applications industrielles sont nombreuses. Ses idées novatrices débouchent sur différentes méthodes telles que la notion de réseau neuronal.
Lotfi Zadeh est le fondateur de la logique floue, largement utilisée dans plusieurs domaines de l'informatique. 
En logique classique, une proposition est soit vraie (1) soit fausse (0). Zadeh propose d'utiliser plutôt un degré de vérité, nombre pouvant aller de 0 (pour absolument faux) à 1 (pour absolument vrai). En reformulant la logique classique et la théorie des ensembles sur cette base, Zadeh étend la logique aux connaissances empiriques.
Exemple : étant donné une échelle de température de référence, on peut assigner un degré de vérité à la proposition « le bain est chaud », voire à la proposition « le bain est très chaud », et appliquer au mieux une règle « si le bain est très chaud, réduire le chauffage ».
En 1978, Zadeh a introduit une logique possibiliste .
Lofti Zadeh était professeur émérite à l'université de Berkeley.

## Vie privée
Marié à Faina Zadeh, il est le père de Norman Zadeh, professeur de mathématique et a une fille appelée Stella.